# Žernovník
Žernovník (deutsch Scherownik, auch Zernownik) ist eine Gemeinde in Tschechien. Sie befindet sich neun Kilometer nordwestlich von Blansko und gehört zum Okres Blansko.

## Geographie

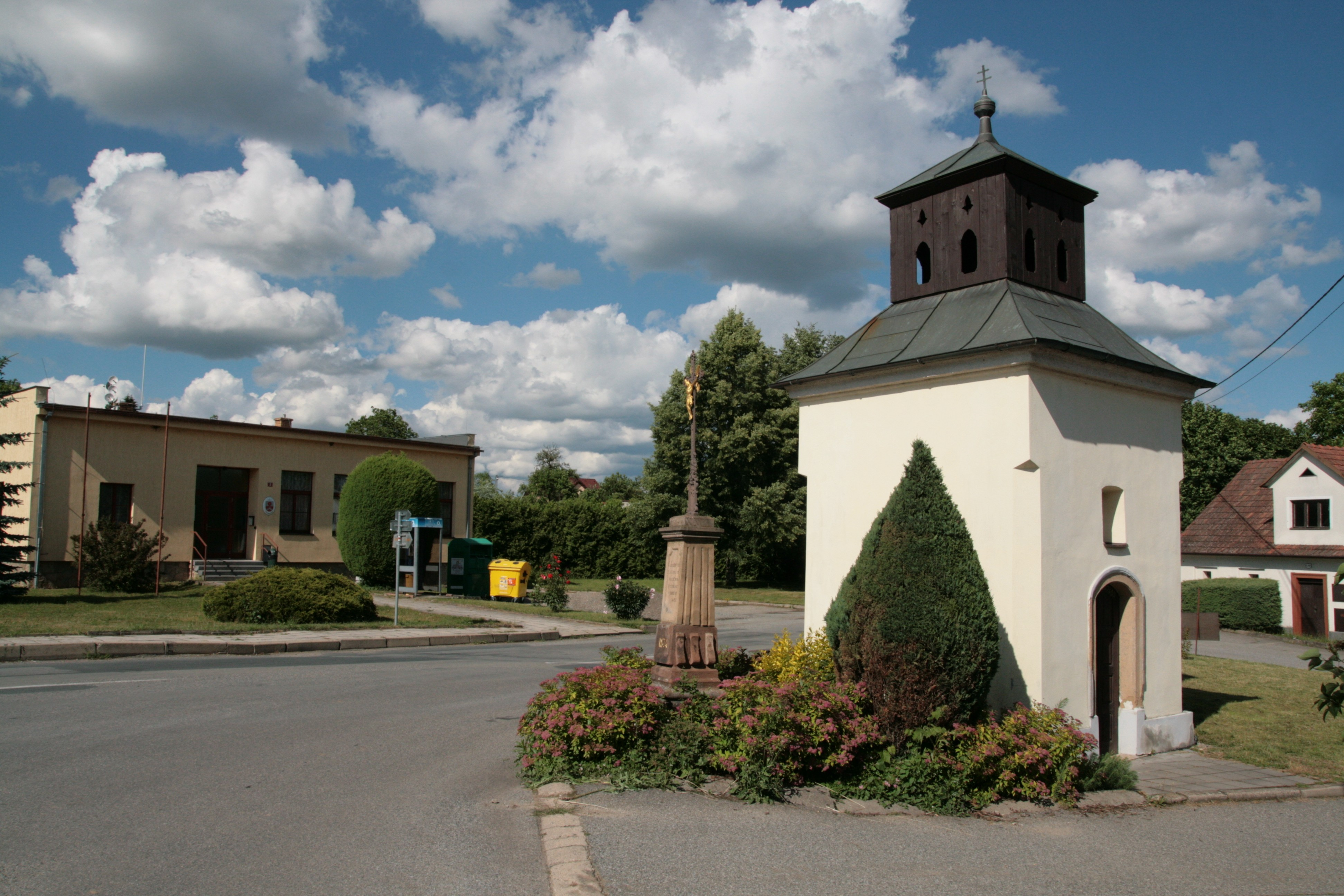
In Žernovník

Žernovník befindet sich am Fuße des Drahaner Berglandes in der Boskowitzer Furche. Das Dorf liegt auf einer Kuppe zwischen den Tälern der Býkovka und ihres Zuflusses Litkov. Östlich erheben sich die Ješetiny (424 m) und Bukovice (500 m), im Südosten die Jedle (561 m), südwestlich die Skalky (452 m) und Jedůvka (483 m) und im Nordwesten die Loučky (468 m). Nordöstlich von Žernovník liegen Dämme der unvollendeten Reichsautobahn Wien-Breslau. Im Osten verläuft die Trasse der Schnellstraße R 43/E 461.
Nachbarorte sind Býkovice im Norden, Bořitov und Černá Hora im Nordosten, Jestřebí und Spešov im Osten, Lhotky, Dolní Lhota, Blansko und Závist im Südosten, Malá Lhota im Süden, Lubě im Südwesten, Bukovice im Westen sowie Brťov-Jeneč und Dlouhá Lhota im Nordwesten.

## Geschichte
Die erste schriftliche Erwähnung des Dorfes erfolgte im Jahre 1351 als Besitz des Vladiken von Jeneč. Im Jahre 1375 gehörten die Güter Ulrich von Boskowitz, der seiner Frau die Einkünfte aus Žernovník überschrieb. Nachfolgend wechselten die Besitzer häufig. Zu ihnen gehörte Jan von Lomnice, der 1389 einen Hof an Stach von Kokor veräußerte. Im darauf folgenden Jahr wurde die Ehefrau des Vaňek Černohorský von Boskowitz als Besitzerin eines Anteils genannt. Seit dieser Zeit gehörte Žernovník anteilig zur Herrschaft Černá Hora. 1549 wurde das ganze Dorf an Černá Hora angeschlossen. Mit dem Tode von Jan Šembera Černohorský von Boskowitz erlosch das Geschlecht am 30. April 1597 im Mannesstamme. In den südwestlich gelegenen Wäldern hausten zwischen dem 15. und 17. Jahrhundert Buschklepper, die ihr Hauptquartier bei Brlohy hatten und die Handelsstraße von Brünn nach Böhmen, aber auch bei Žernovník die Verbindungen nach Lomnice und Tišnov unsicher machten. Zu Beginn des 17. Jahrhunderts bestand Žernovník aus neun Anwesen. 1623 wurde die Gegend von einer Beulenpestepidemie heimgesucht, die durch Kriegsvolk eingeschleppt worden war. Im Jahre 1642 wurde das Dorf nach Bořitov eingepfarrt. In den Jahren 1831, 1832 und 1850 brach in Žernovník die Cholera aus, dabei wurde die Einwohnerschaft stark dezimiert. 1846 lebten in den 20 Häusern des Dorfes 204 Personen. Bis zur Mitte des 19. Jahrhunderts blieb Žernovník immer nach Černá Hora untertänig.
Nach der Aufhebung der Patrimonialherrschaften bildete Žerovník ab 1850 eine Gemeinde in der Bezirkshauptmannschaft Boskovice. 1857 wurde das Dorf nach Černá Hora umgepfarrt. Seit dem Ende des 19. Jahrhunderts wird der Ortsname Žernovník verwendet. 1900 entstand in Žernovník eine einklassige Dorfschule. Im Jahre 1902 lebten in den 37 Häusern des Dorfes 224 Menschen. Die Freiwillige Feuerwehr gründete sich 1937. Zwischen 1940 und 1942 erfolgten bei Žernovník Arbeiten zum Bau der Reichsautobahn Wien-Breslau. Seit 1948 gehört die Gemeinde zum Okres Blansko. Žernovník führt seit 2001 ein Wappen und Banner.

## Gemeindegliederung
Für die Gemeinde Žernovník sind keine Ortsteile ausgewiesen.

## Sehenswürdigkeiten
- Kapelle des hl. Laurentius am Dorfplatz, erbaut ab 1910, die Weihe erfolgte am 25. Mai 1930
- zehn denkmalgeschützte Linden und Eichen
- Naturdenkmal Čtvrtky za Bořím, Geländeeinschnitt der unvollendeten Reichsautobahn Wien-Breslau nordöstlich des Dorfes mit natürlicher Sukzession und reichem Vorkommen des Helm-Knabenkrautes. Der 3,1 ha große Trassenabschnitt ist seit 1996 geschützt.